# 羅伯特·肯尼迪大橋
羅伯特·甘迺迪大橋，原名三區大橋（Triborough Bridge），位於美國紐約市，經過兩個由人造填土造成的島來連接紐約市曼哈頓、布朗克斯、皇后區三個區，跨越浩爾蓋特峽（東河的一部分）、哈林河、與布朗克斯溪。

## 歷史
自1930年起開始興建，但是因為經濟大蕭條的來臨而暫時停擺，直到後來紐約公園處長羅伯特·莫斯重新籌促經費來源才得以繼續興建，最後在1936年7月11日完工。其總造價甚至超過胡佛水壩。三區大橋是一條收費橋樑，為紐約市政府所擁有，但是由大都會運輸署的三區橋樑暨隧道管理局管理營運，通行費收入的一部分是用來補助紐約市捷運局以及紐約的通勤鐵路公司。三區大橋每天的車流量大約為二十萬輛車。除了為汽車提供服務之外，三區大橋也有人行道與自行車道，但是因為偶有的樓梯，所以不是完全的無障礙空間。
紐約州州長大衛·帕特森于2008年8月8日簽署法案，將三區大橋改名為羅伯特·甘迺迪大橋，以紀念1968年在洛杉磯參選總統時遭遇刺殺的前紐約州參議員羅伯特·弗朗西斯·甘迺迪。